# Neufang (Treuchtlingen)

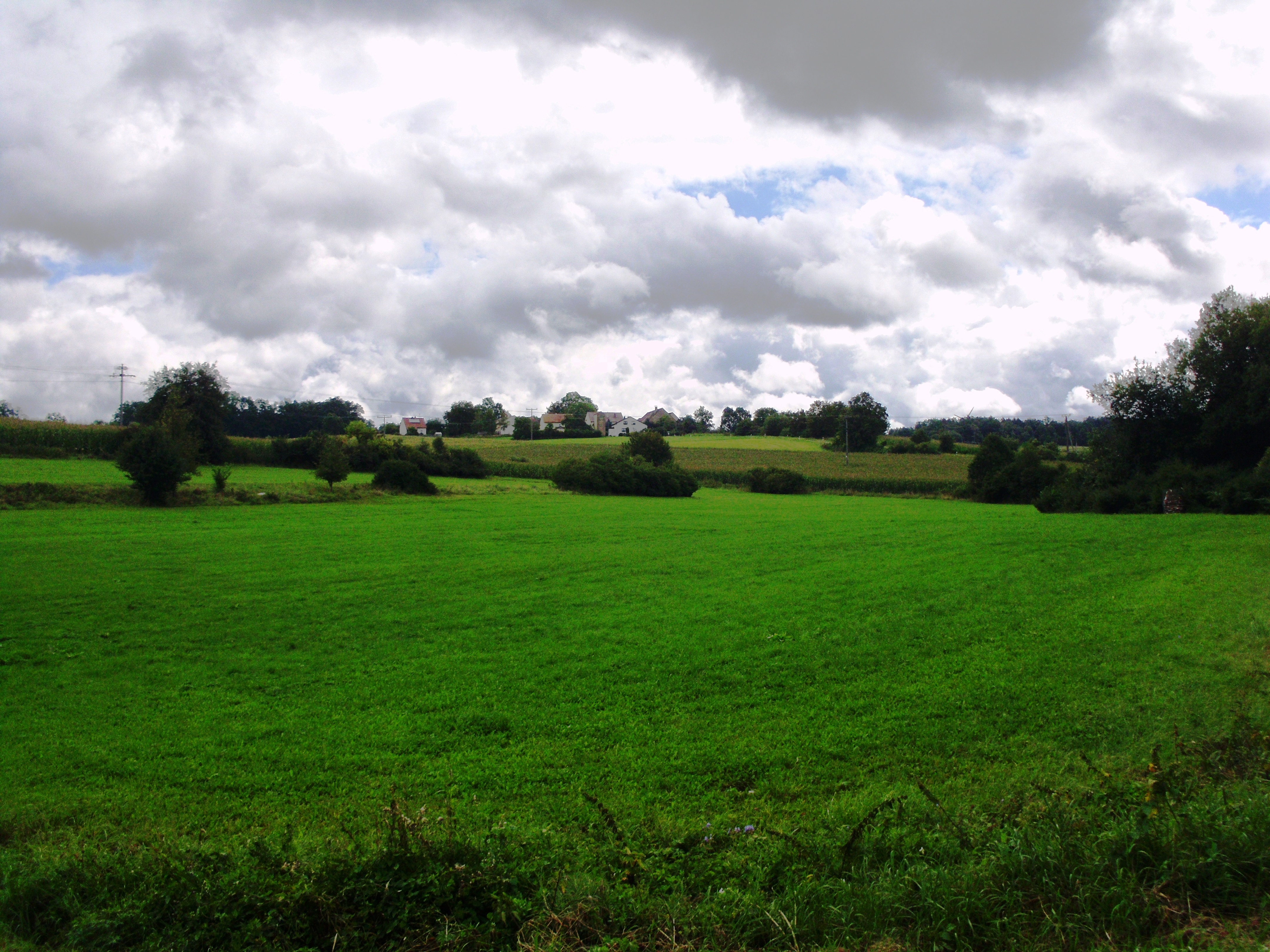
Neufang, eingebettet in die Landschaft

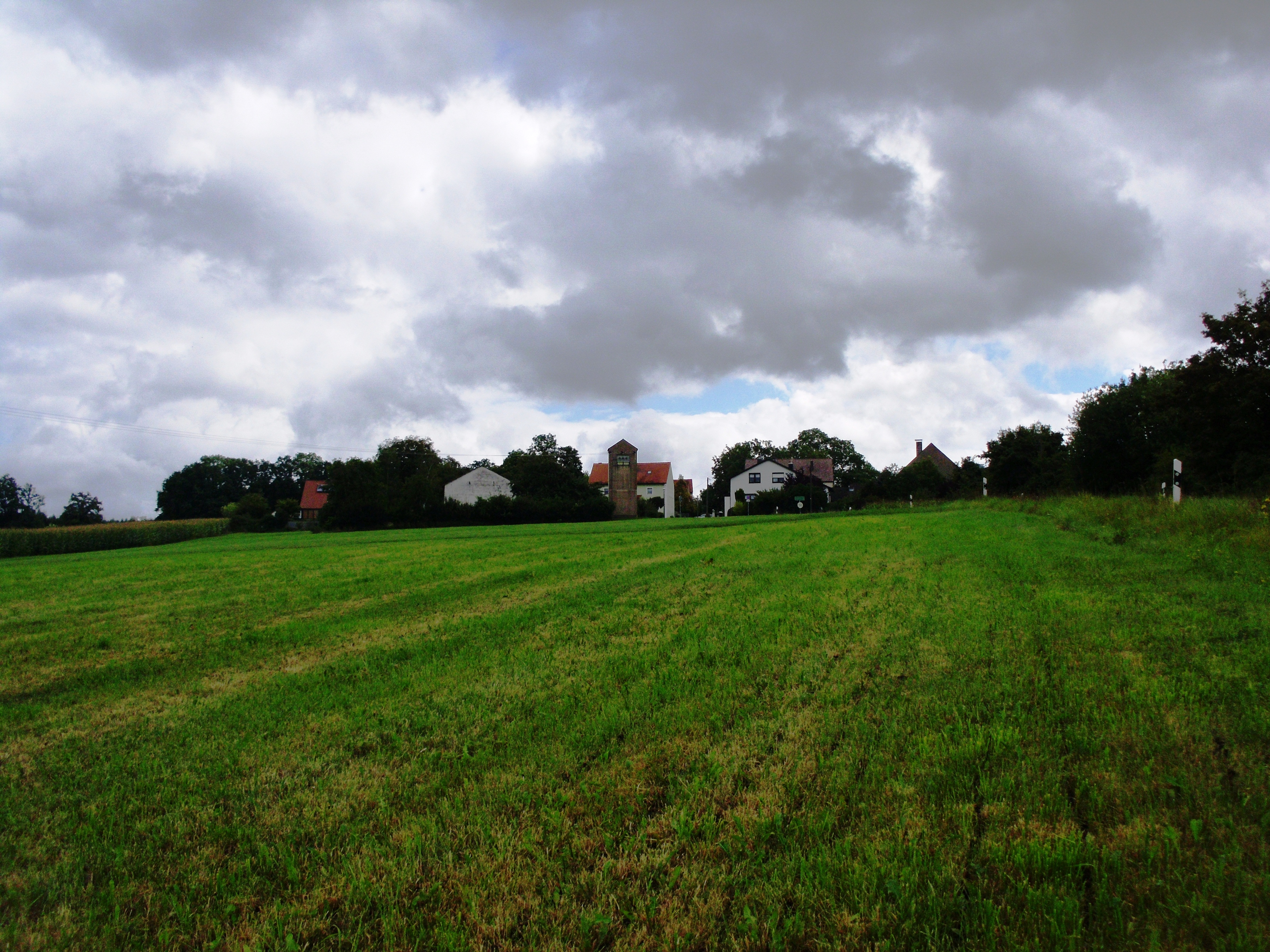
Neufang

Neufang ist ein Gemeindeteil der Stadt Treuchtlingen im Landkreis Weißenburg-Gunzenhausen (Mittelfranken, Bayern). Neufang liegt in der Gemarkung Haag bei Treuchtlingen.

## Lage
Der Weiler liegt in der Südlichen Frankenalb auf offener Flur, 2,8 km südlich von Treuchtlingen und nordwestlich von Hürth. Zu erreichen ist er über eine Gemeindeverbindungsstraße, die von der Bundesstraße 2 in westlicher Richtung abzweigt und über Hürth nach Neufang und weiter nach Haag bei Treuchtlingen führt. Auch über eine Abzweigung von der Staatsstraße 2217 bei der Schürmühle kommt man nach Neufang.

## Ortsnamendeutung
Der Ortsname, gedeutet als „Zu dem neuen Fang“ (im Sinne von einem neuen „umfangenen, eingefassten Gebiet“), ist interpretierbar als „Rodelichtung mit rings umgebendem Wald“.

## Geschichte
Der Weiler ist als „Niuuanch“ erstmals 1214 im Pappenheimer Urbar erwähnt: Die Pappenheimer besaßen dort die Vogteirechte über einen Hof und 91⁄2 Gütlein. 1297 gab der Bischof von Eichstätt dem St. Walburg in Eichstätt den großen und kleinen Zehnt zu „Niwewanch“, die Ulrich von Treuchtlingen an das Benediktinerinnen-Kloster verkaufte; 1300 zinsten sechs Lehen an das Kloster. 1361 vermachte Heinrich Marschall von Pappenheim „Gült und Zins“ aus Neufang seiner Ehefrau. Laut Salbuch des Augustinerklosters Pappenheim von 1444 zinsten drei Lehen und vier halbe Lehen nach Pappenheim. 1559 gehörten vier Zinspflichtige zu Pappenheim; den großen Zehnt besaß nach wie vor das Kloster St. Walburg, während der kleine Zehnt dem Pfarrer von Dietfurt zustand. 1680 umfasste der Pappenheimer Besitz in Neufang einen Hof, ein Lehen und ein halbes Lehen. 1846 wird für die 31 „Seelen“ im Ort ein Wirtshaus erwähnt.
Am Ende des Heiligen Römischen Reiches bestand Neufang aus fünf Anwesen, die der Herrschaft Pappenheim gehörten; neben der Dorfgerichtsbarkeit hatte Pappenheim auch die Fraisch inne. Kirchlich gehörte der Weiler zur evangelischen Pfarrei Rehlingen.
Im Königreich Bayern wurde Neufang 1808 dem Steuerdistrikt Haag zugeschlagen. 1818 wurde die Ruralgemeinde „Haag und Weiler“ gebildet, der auch Neufang angehörte und die dem Landgericht Pappenheim und dem Rentamt Weißenburg zugeordnet war; 1862 wurde das Bezirksamt Weißenburg gebildet, das 1939 zum Landkreis umgestaltet wurde. Im Zuge der Gebietsreform in Bayern ließ sich die Gemeinde Haag „bei Treuchtlingen“ (Namenszusatz seit 1927) am 1. Januar 1972 nach Treuchtlingen eingemeinden.
1984 hatte Neufang vier landwirtschaftliche Anwesen, zwei davon als Vollerwerbsbetriebe.

### Einwohnerzahlen
- 1818: 39 Einwohner[10]
- 1824: 31 Einwohner in sechs Anwesen[10]
- 1840: 31 Einwohner (7 Familien), 2 Häuser, 1 Wirtshaus; zur Pfarrei und Schule Rehlingen gehörend[14]
- 1861: 38 Einwohner in sechs Gebäuden[15]
- 1950: 39 Einwohner in fünf Anwesen[10]
- 1961: 27 Einwohner in fünf Wohngebäuden[16]
- 1987: 23 Einwohner, 6 Wohngebäude[1]